# 田鶴浜インターチェンジ
田鶴浜インターチェンジ（たつるはまインターチェンジ）は、石川県七尾市にある能越自動車道（田鶴浜道路）のインターチェンジ (IC) である。
接続する国道249号七尾田鶴浜バイパスの高田ICと事実上一体化しており、同バイパスと直通している。高田ICは石川県道18号氷見田鶴浜線と接続しており、さらに当ICのランプを降りる途中に三引・白浜の各方面からの市道との合流があるという変則的な構造になっている。
当ICは将来の能越道本線と七尾田鶴浜バイパスを結ぶものとして計画され、当IC - 高田IC間はアクセス道路として建設された。その後、七尾IC - 田鶴浜IC間は全線新線とせず、七尾田鶴浜バイパスを含む病院西IC - 田鶴浜ICは現道を活用することとなった。

## 歴史
- 1998年（平成10年）4月19日：高田IC - 田鶴浜IC - 徳田大津JCT間開通に伴い供用開始[1]。
- 2013年（平成25年）3月31日：田鶴浜IC - 徳田大津JCT間無料化に伴い田鶴浜料金所廃止。

## 道路
- E41 能越自動車道（田鶴浜道路）

## 田鶴浜料金所
徳田大津JCT - 当IC間の料金を収受していた。ETCやクレジットカードでは精算できず、かつて道路関係四公団が発行していたハイウェイカードも利用できなかった。2013年3月31日に田鶴浜IC - 徳田大津JCT無料化に伴い廃止。

### 入口
- レーン数：2
  - 一般：2

### 出口
- レーン数：2
  - 一般：2

## 隣
E41 能越自動車道（田鶴浜道路）
田鶴浜IC - 徳田大津JCT
アクセス道路
高田IC - 田鶴浜IC